# Michaelskirche (Hilsbach)

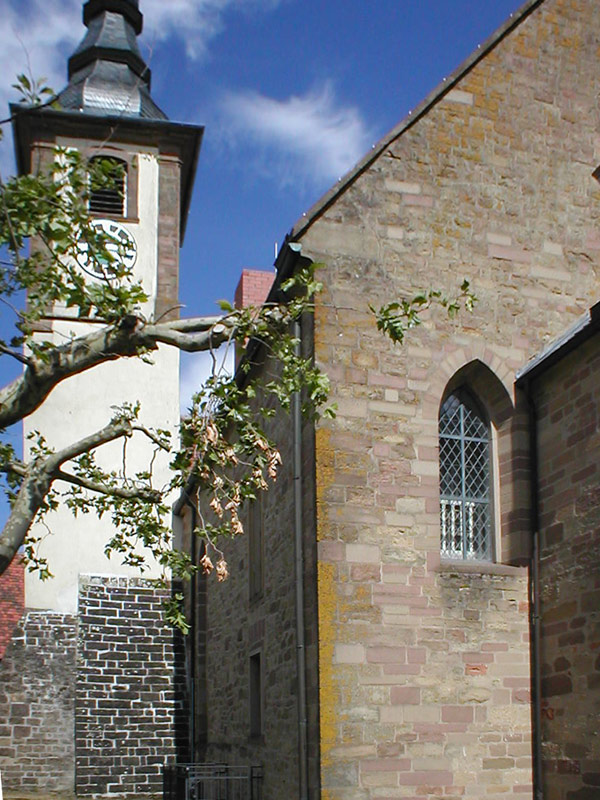
Michaelskirche in Sinsheim-Hilsbach

Die evangelische Michaelskirche in Hilsbach, einem Stadtteil der Großen Kreisstadt Sinsheim im Rhein-Neckar-Kreis im nördlichen Baden-Württemberg, geht auf einen gotischen Chorturmbau des 13. Jahrhunderts zurück. Nach Einsturz 1667 wurden Turm und Schiff 1685 neu erbaut. In der Michaelskirche befinden sich mehrere historische Epitaphien aus dem 15. und 16. Jahrhundert. Die Kirche war Simultankirche von 1705 bis zum 1951 erfolgten Neubau der katholischen Marienkirche.

## Lage
Die Michaelskirche steht weniger als hundert Meter westlich des Rathauses im alten Ortskern, umgeben vom Straßenring der nahen Lauer- und der etwas ferneren Lampertsgasse.

## Glocken
Das Geläut der Michaelskirche umfasste bis zum späten 19. Jahrhundert zwei historische Glocken. Die größere der beiden hatte den Schlagton gis‘, einen Durchmesser von 110 cm und ein Gewicht von 727 kg. Diese um 1300 gegossene Bronzeglocke trug eine in gotischen Majuskeln ausgebildete Inschrift OSANNA SUM. VAS. EX. ERE. TRJA. NUNCJO. FUNERA. FLERE. FESTA. FREQUENTARE. TONITRUM. SOLEO + QUE. FUGARE. AVE. S MATEUS. S MARCUS. S LUCAS. S JOHANNES. REX. CUM. PACE. VENE. LAUDAMJNE. DJGNJOR. OMNE +. Die kleine Glocke wurde 1472 in Speyer gegossen und hatte ein Gewicht von 516 kg. Nachdem 1897 die kleinere Glocke zersprang, beschloss man in Hilsbach die Anschaffung eines neuen Dreigeläuts bei der Gießerei Andreas Hamm Sohn in Frankenthal. Die alten Glocken gingen an Hamm, wurden jedoch dort nicht eingeschmolzen, sondern gelangten an den Mannheimer Altertumsverein. Die Glocke von 1472 wurde von dort bis 1926 bereits wieder abgegeben, die ältere Hilsbacher Glocke wurde im Mittelteil des Großen Korridors im Schloss Mannheim aufgestellt und ist dort im Zweiten Weltkrieg zerschmolzen.
Am 10. April 1898 wurden die drei neuen Glocken geweiht. Die Große Glocke hatte den Schlagton fis‘ und ein Gewicht von 615 kg. Die Mittlere Glocke hatte den Schlagton a‘, einen Durchmesser von 85 cm und ein Gewicht von 335 kg. Die Kleine Glocke hatte den Schlagton h‘‘ und wog 225 kg. Weil die Kirche als Simultankirche genutzt wurde, teilte man den Besitz an den Glocken auf. Die große Glocke gehörte der evangelischen Gemeinde, die mittlere der politischen Gemeinde und die kleinere der katholischen Gemeinde. Die große und die kleine Glocke mussten 1917 im Ersten Weltkrieg zu Rüstungszwecken abgegeben werden. Zum Ersatz ließ man 1922 zwei neue Glocken bei der Glockengießerei Bachert in Kochendorf (Bad Friedrichshall) gießen. Die kleinere hatte den Schlagton cis‘‘, einen Durchmesser von 70 cm und ein Gewicht von 223 kg, die größere den Schlagton fis‘, einen Durchmesser von 110 cm und wog 811 kg. Die kleinere Glocke war erneut im Besitz der katholischen, die größere im Besitz der evangelischen Gemeinde. Im Zweiten Weltkrieg mussten die große und die mittlere Glocke zu Rüstungszwecken abgeliefert werden.
Nach dem Zweiten Weltkrieg wurde weiter östlich im Dorf die katholische Marienkirche erbaut. Die verbliebene kleine Glocke ging 1950 an diese, während man für die Michaelskirche ein neues Viergeläut bei Bachert in Bad Friedrichshall gießen ließ. Eine der vier neuen Glocken zersprang bereits nach kurzer Zeit und wurde 1955 durch eine andere Glocke ersetzt.
Die Kirchengemeinde ist außerdem im Besitz einer historischen Glocke, die 1767 von Anselm Franz Speck in Heidelberg gegossen worden war und einst im Dachreiter des lutherischen Pfarrhauses in Hilsbach hing, ehe sie nach Limbach-Balsbach gelangte und dort lange Zeit als Rathausglocke fungierte, bevor sie schließlich 2008 nach Hilsbach zurückkehrte.